# Gerda Sierens
Gerda Sierens (ur. 28 lipca 1961 w Eeklo) – belgijska kolarka szosowa, brązowa medalistka mistrzostw świata.

## Kariera
Największy sukces w karierze Gerda Sierens osiągnęła w 1982 roku, kiedy zdobyła brązowy medal w wyścigu ze startu wspólnego podczas mistrzostw świata w Goodwood. W zawodach tych wyprzedziły ją jedynie Brytyjka Mandy Jones i Włoszka Maria Canins. Był to jedyny medal wywalczony przez Sierens na międzynarodowej imprezie tej rangi. Ponadto kilkakrotnie zdobywała medale mistrzostw kraju, w tym złoty w 1981 roku. Nigdy nie brała udziału w igrzyskach olimpijskie.